# آرثر هامرستاين
آرثر هامرستاين (بالإنجليزية: Arthur Hammerstein)‏ هو كاتب أغاني أمريكي، ولد في 21 ديسمبر 1872 في نيويورك في الولايات المتحدة، وتوفي في 12 أكتوبر 1955.

## وصلات خارجية
- آرثر هامرستاين على موقع IMDb (الإنجليزية)
- آرثر هامرستاين على موقع ميوزك برينز (الإنجليزية)
- آرثر هامرستاين على موقع قاعدة بيانات برودواي على الإنترنت (الإنجليزية)